# نبذة عن الفتوحات العربية (مخطوط)
نبذة عن الفتوحات العربية هي عبارة عن ملاحظات مجزأة كتبت حوالي عام 636 م على الصفحات الفارغة الأمامية من مخطوطة مسيحية سريانية من القرن السادس لإنجيل مرقس. تصور القطعة أحداثًا من الصراع الذي دار في أوائل القرن السابع بين البيزنطيين والمسلمين أو ما تُسميه المخطوطة "عرب محمد"، وخاصة معركة اليرموك.

## النص
من المفترض أن النص الموجود بين قوسين مربعين غير قابل للقراءة في النص الأصلي. وهذا واضح في المخطوطات الأصلية:
في يناير/كانون الثاني، أخذ [أهل] حمص الكلمة على عاتقهم، ودُمرت قرى عديدة بسبب غزو [عرب] محمد، وقُتل وأسر العديد من الناس من [الجليل] إلى بيت المقدس... وفي [السادس والعشرين] من مايو/أيار، خرج الوزير الروماني [...] من حمص، وطاردهم الرومان [...] وفي العاشر [من أغسطس/آب]، فر الرومان من دمشق [وقتلوا] العديد [من الناس]، نحو عشرة آلاف. وفي مطلع [السنة]، جاء الرومان. في العشرين من شهر أغسطس سنة تسعمائة وسبع وأربعين اجتمع في جابيثا [حشد من] الرومان، وقُتل الكثير [من] الرومان، حوالي خمسين ألفًا.

## تحليل النص
يُعتقد أن هذه الأجزاء معاصرة لأحداث الفتح العربي في أوائل القرن السابع. كما أنها تقدم أحد التواريخ المبكرة لمعركة اليرموك التي وقعت في 20 أغسطس 636م، ويسمي المخطوط معركة اليرموك بـ"معركة جابيتا" المذكورة في المخطوطة.
يرى كوك وكرون في كتابهما "الهجرة: صناعة العالم الإسلامي" أن كاتب هذه المخطوطة كان يظن أن النبي محمد كان لا يزال على قيد الحياة في عام 636 في معركة اليرموك، وهما ما يخالف المصادر الإسلامية المستقرة.